# Глушков Віктор Михайлович

Дошка В. Глушкову на будинку Ярославів Вал, 15а, Київ

Ві́ктор Миха́йлович Глушко́в  (24 серпня 1923, Ростов-на-Дону, Донська область, РСФРР, СРСР — 30 січня 1982, Москва) — український радянський науковець, піонер комп'ютерної техніки, автор фундаментальних праць у галузі кібернетики, математики і обчислювальної техніки, ініціатор і організатор реалізації науково-дослідних програм створення проблемно-орієнтованих програмно-технічних комплексів для інформатизації, комп'ютеризації і автоматизації господарської та оборонної діяльності країни. Депутат Верховної Ради СРСР 8—10-го скликань. Член ЦК КПУ в березні 1966 — січні 1982 р.
Глава наукової школи кібернетики. Лауреат численних премій і нагород. Дійсний член АН СРСР (1964), АН УРСР (1961). Почесний член багатьох іноземних академій. Засновник Інституту кібернетики імені В. М. Глушкова НАН України, який і очолював до 1982 р.

## Життєпис
Народився 24 серпня 1923 року в Ростові-на-Дону у родині службовців. Батько Михайло Іванович Глушков родом зі Станиці Луганської, Україна. Мати зі станиці Каменської (Шахтська округа, Українська РСР, натепер Каменськ-Шахтинський, Ростовської області, Росія).
У 1941 році із золотою медаллю закінчив середню школу № 1 в місті Шахти. На початку німецько-радянської війни працював на оборонних роботах. Трудову діяльність розпочав у 1943 році начальником відділу технічного контролю шахтоуправління тресту «Шахтаантрацит» міста Шахти Ростовської області.
Вищу математичну освіту отримав у Новочеркаському політехнічному інституті (1943—1948) та Ростовському державному університеті (1947—1948).
З жовтня 1948 по 1954 рік працював асистентом, викладачем, доцентом, завідувачем кафедри теоретичної механіки в Уральському лісотехнічному інституті, водночас проводив інтенсивну науково-дослідну роботу.
У 1951 році захистив кандидатську, а у грудні 1955 року — докторську дисертацію у Московському державному університеті.

1-й корпус Інституту кібернетики імені В. М. Глушкова

Наступні 25 років активного життя науковця найтіснішим чином пов'язані з Академією наук УРСР та Інститутом кібернетики АН УРСР.
На запрошення академіка Бориса Гнєденка у 1956 році став завідувачем лабораторії обчислювальної техніки Інституту математики Академії наук УРСР. Саме у цій лабораторії у 1950 році під керівництвом Сергія Лебедєва було розроблено перший радянський комп'ютер («МЭСМ»).
З 1957 року — директор Обчислювального центру АН УРСР. Член КПРС з 1958 року.
У 1958 році обраний членом-кореспондентом АН України за спеціальністю Алгебра. У лютому 1961 обраний дійсним членом Академії наук Української РСР, а у квітні 1962 року став віцепрезидентом АН УРСР.
У 1962 на базі Обчислювального центру Глушков створив Інститут кібернетики АН УРСР. Будучи його директором, він збудував цілий комплекс корпусів на краю Києва («Кібцентр») та житлові багатоповерхові будинки для співробітників Інституту. Так, за 20 років кількість працівників інституту зросло з кількох сотень до кількох тисяч. Значну увагу приділяв популяризації кібернетики як науки, та автоматизації економіки Радянського Союзу. В Інституті кібернетики під його науковим керівництвом було розроблено ЕОМ «Киев» і першу в Україні та колишньому СРСР напівпровідникову керуючу машину широкого призначення «Днепр». Попередниками персональних комп'ютерів стали машини для інженерних розрахунків «Промінь» (1963), «Мир-1» (1966), «Мир-2» (1969), у яких було реалізовано запропоновану В. М. Глушковим ідею ступеневого мікропрограмного управління. Практично всі розроблені в Інституті ЕОМ за його керівництва в свій час майже не поступалися закордонним аналогам і мали оригінальну архітектуру (лише на початку 1980-х років СРСР перейшов на копіювання закордонних аналогів обчислювальної техніки, що згодом призвело до серйозного відставання радянських взірців від закордонних).
Під його керівництвом Головна редакція «Української радянської енциклопедії» видала першу в світі «Енциклопедію кібернетики» у 2-х томах українською (1973) та російською (1974) мовами.
Помер у Москві, куди був перевезений для лікування. Похований у Києві на Байковому кладовищі (ділянка № 1).

## Боротьба з хворобою

Могила Віктора Глушкова. Скульптор В. І. Зноба, архітектор О. К. Стукалов

За спогадами дочки Ольги Китової ускладнення зі здоров'ям у науковця почались ще з 1980 року. Скаржився на головний біль, особливо в потилиці, мучив кашель, аритмії серця, стрибав тиск, не було апетиту. Попри це Глушков продовжував працювати у звичному йому насиченому ритмі. При проходженні медоглядів лікарі заявляли, що погіршення здоров'я — результат перевтоми. Восени 1981 року, коли прояви почали проявлятися сильніше, госпіталізований для обстеження в лікарню «Феофанія» (околиця Києва). Там спочатку був поставлений діагноз остеохондроз і защемлення нервів шийного відділу хребта. Пізніше припускалось вірусне ураження судин головного мозку. Консиліуми лікарів призначали різні процедури і засоби для лікування. Проте хворобу так і не могли визначити, стан лише погіршувався. Врешті-решт було прийнято рішення перевезти Глушкова в Москву у Центральну кремлівську лікарню. Туди був госпіталізований 20 жовтня 1981 року, було короткочасне поліпшення. Проте пізніше стан погіршився. Глушков пережив кілька колапсів та втрат свідомості. Московські лікарі також не змогли визначити причини недуги.
7 січня 1982 з Глушковим у Москві зустрівся відомий німецький нейрохірург професор Клаус-Йоахім Цюльх, який прибув з Кельна, (ФРН). Він за результатами призначених ним додаткових аналізів діагностував смертельний діагноз — запущену пухлину довгастого мозку, яка почала поширюватись по спинному мозку. Зранку 30 січня 1982 об 11 годині 7 хвилин Глушкова не стало. У лікарні аж до смерті він надиктовував на магнітофон власні спогади та ідеї.
На прохання сім'ї його тіло було перевезено в Київ і поховано на центральній алеї Байкового кладовища.

## Родина
- Батько, Михайло Іванович Глушков, родом зі станиці Луганської[7], закінчив Катеринославський гірничий інститут, був гірським інженером[7]. Брав участь (як незалежний спостерігач) у переговорах Червоної армії та батька Махна[8][9].
- Мати, Віра Йосипівна Босова, родом зі станиці Каменської[7], працювала в ощадкасі, була депутатом шахтинської міськради, розстріляна німцями під час окупації у м. Шахти за участь у підпільній організації[8][9].
- Дружина, Валентина Михайлівна (до шлюбу Папкова, 23 жовтня 1923 — 21 травня 2003), познайомилися студентами 3 курсу[7] (1945/46), одружені наприкінці 1940-х років[10]. Викладала у Київському інституті харчової промисловості[8].
- Дочка Ольга Китова, к.ф.-м.н., д.е.н., професор, зав. кафедрою інформатики РЕУ ім. Г. В. Плеханова, одружена з Володимиром Китовим, сином А. І. Китова(інші мови).
  - Онук Віктор Володимирович Китов (нар. 1982), к.ф.-м.н., викладач МДУ ім. М. В. Ломоносова на факультеті ВМК.
- Дочка Віра Глушкова (1958 — 24 травня 2023), к.ф.-м.н., с.н.с. Інституту кібернетики ім. В. М. Глушкова[11][12][13], засновник і головний редактор журналу «Кібертонія»[14][15].

## Нагороди та звання
У 1964 у за цикл праць з теорії автоматів присуджена Ленінська премія.
У 1967 нагороджений орденом Леніна та премією ім. Крилова за цикл праць з теоретичної кібернетики, присвячених формальним методам проєктування електронних обчислювальних машин.
У 1968 присуджена Державна премія СРСР (в складі авторського колективу) за розробку нових принципів побудови структур малих ЕОМ для інженерних розрахунків та математичного забезпечення для них, впроваджених в обчислювальних машинах серії «МИР».
У 1969 за великі успіхи у розвитку науки і підготовці кадрів присвоєно звання Героя Соціалістичної Праці.
У 1970 присуджена Державна премія України в галузі науки і техніки (в складі авторського колективу) за розробку та впровадження автоматизованої системи управління радіотехнічним підприємством масового виробництва (див. Державна премія України в галузі науки і техніки — лауреати 1970 року).
23 серпня 1973 року нагороджений орденом Жовтневої Революції за заслуги в розвитку кібернетики та обчислювальної техніки.
У 1975 нагороджений орденом Леніна за заслуги в розвитку радянської науки та в зв'язку з 250-річчям АН СРСР.
У 1976 нагороджений орденом НДР за видатний внесок в співробітництво спеціалістів СРСР та НДР в розробку прогнозів розвитку технічних засобів електронних інформаційних систем.
У 1977 присуджена Державна премія СРСР (в складі авторського колективу) за цикл праць з теорії дискретних перетворювачів та методів автоматизації проєктування ЕОМ, які знайшли застосування в діючих системах.
У 1978 присвоєне звання «Заслужений діяч науки УРСР»
У 1979 присуджена премія ім. С. О. Лебедєва за цикл робіт з теорії перспективних ЕОМ та створення швидкодіючих засобів обчислювальної техніки і систем управління.
У 1980 присуджена премія ім. Крилова за цикл праць з методів оптимізації в плануванні та управлінні.
У 1981 присуджена премія Ради Міністрів СРСР за розробку та впровадження в народне господарство комплексу програмно-технічних засобів зі створення автоматизованих систем збирання, передавання та обробки даних. Присуджена Державна премія України (в складі авторського колективу) за розробку та впровадження в народне господарство базової АСК на магістральних нафтопроводах.
У 1997 Міжнародне комп'ютерне товариство (IEEE Computer Society) присудило медаль «Піонер комп'ютерної техніки» за заснування першого в СРСР інституту кібернетики (Інституту кібернетики АН УРСР), створення теорії цифрових автоматів та роботи в галузі макроконвеєрних архітектур обчислювальних систем. Медаль буда отримана сім'єю В. М. Глушкова.
Був членом програмних комітетів таких найвідоміших організацій, як Міжнародна федерація з обробки інформації (IFIP) і автоматичного керування (IFAC), виконував обов'язки консультанта урядів Болгарії, НДР, ЧРСР, був експертом ООН, суттєво впливав на формування тематики міжнародного інституту прикладного системного аналізу (IIASA). Багато з його численних наукових статей і монографій було перекладено іноземними мовами. Його запрошували читати лекції до США, Англії, Франції, Іспанії, Італії, Індії, Мексики, Японії та інших країн.
Був іноземним членом Болгарської (1974), Німецької (НДР, 1975), Польської (1977) академій наук.

## Монографії
- Глушков В. М. Синтез цифровых автоматов. — М.: Физматгиз, 1962. — 476 с., ил.
- Глушков В. М. Введение в теорию самосовершенствующихся систем. — Киев: Изд-во КВИРТУ. — 1962. — 109 с.[16]
- Глушков В. М. Введение в кибернетику. — Киев: Изд-во АН УССР, 1964. — 324 с.
- Вычислительные машины с развитыми системами интерпретации / В. М. Глушков, А. А. Барабанов, Л. А. Калиниченко, С. Д. Михновский, З. Л. Рабинович; под общ. ред. В. М. Глушкова. — К., Наукова думка, 1970. — * Глушков В. М. Введение в АСУ. — К., Технiка, 1972. —312 с. : рис., табл. — (Б-ка инженера).
- Глушков В. М., Цейтлин Г. Е., Ющенко Е. Л. Алгебра, языки, программирование. — Институт кибернетики АН УССР. К., Наукова думка, 1974. — 328 с.
- Глушков В. М. Макроэкономические модели и принципы построения ОГАС. 1975.
- Глушков В. М. Основы безбумажной информатики. — Москва, Наука. Главная редакция физико-математической литературы, 1982. — 552 с., рис. — Библиогр.: с. 538—540.
- Глушков В. М. Основы безбумажной информатики. Изд. 2-е, испр. — М.: Наука. Гл. ред. физ.-мат. лит., 1987. — 552 с.
Введение. (Теория трех информационных барьеров) // ogas.kiev.ua © 2011
- Глушков В. М. Избранные труды: В 3 т. 1990.

## Діяльність
Сформулював поняття кібернетики як наукової дисципліни з комплексною методикою досліджень, визначив проблеми найефективнішої взаємодії людини з машиною і шляхи їх розв'язання. Запропоновані ним побудови «око-рука», «читаючий автомат», самоорганізуюча структура поклали початок новим прикладним технологіям, унікальним розробкам, пов'язаних зі створенням так званого штучного інтелекту.
Під безпосереднім керівництвом академіка Глушкова розроблені та впроваджені в практику унікальні автоматизовані системи управління, що на той час не мали аналогів у світі. Це, зокрема, АСК «Львів» та «Гальванік», які успішно працювали на львівському заводі «Електрон», київському «Арсеналі», інших підприємствах колишнього Радянського Союзу. В очолюваному ним інституті розроблена серія відомих ЕОМ, серед яких — «Київ», «Дніпро», «Промінь», «МИР» та інші.
Віктор Глушков своїми фундаментальними працями в галузі алгебри, математичної логіки, теорії автоматів та алгоритмів, теорії математичних машин і їх практичного втілення ще за життя здобув визнання міжнародної наукової громадськості.

### Теорія топологічних груп та топологічна алгебра
Проводив інтенсивну науково-дослідну роботу в галузі алгебраїчних структур. Його вчителями були провідні алгебраїсти країни С. М. Черніков і О. Г. Курош. 1951 В. М. Глушков захистив кандидатську дисертацію «Локально-нільпотентні групи без кручення з умовою обриву деяких ланцюгів підгруп», а у грудні 1955 — докторську дисертацію «Топологічні локально-нільпотентні групи». Отримані ученим математичні результати вивели його у ряд провідних алгебраїстів світу, оскільки ним була розв'язана узагальнена п'ята проблема Гільберта, а також досліджені властивості і будова локально бікомпактних груп і алгебр Лі, що дало змогу значно розвинути теорію топологічних груп і топологічну алгебру в цілому. Ці високі (на той час) абстракції перетворилися на інструментарій пізнання багатьох процесів матеріального світу, наприклад, плазмових потоків або спільної поведінки взаємодіючих об'єктів різної природи.

### Теорія цифрових автоматів
Ще на початку своєї наукової діяльності наприкінці 50-х В. М. Глушков сформулював чітке та алгебраїчно просте поняття цифрового автомата і отримав майже всі результати, які були опубліковані в свій час фундаторами цієї теорії Кліні та Муром. В лабораторії Глушкова в Інституті кібернетики активно вивчались як загальнотеоретичні проблеми, так і практичні питання застосування теорії автоматів для синтезу схем ЕОМ. Базовою ідеєю, яка об'єднувала більшість праць Глушкова з цієї теми, була можливість застосування алгебраїчного апарату для формалізації таких об'єктів, якими є компоненти ЕОМ, схеми та програми. Глушков побудував необхідний математичний апарат та показав, що компоненти ЕОМ можуть бути репрезентовані як математичні вирази.
В 1961 р. як певний підсумок наукової діяльності була видана відома монографія Глушкова «Синтез цифровых автоматов».

### Теоріяпрограмуваннята системиалгоритмічнихалгебр
У галузі теорії програмування та систем алгоритмічних алгебр В. М. Глушковим був зроблений фундаментальний внесок — алгебра регулярних подій (рос. алгебра регулярных событий). Був розвинений апарат систем алгоритмічних алгебр, в рамках якого Глушковим була сформульована концепція, аналогічна принципу структурного програмування Дейкстри (1968) та доведена фундаментальна теорема про регуляризацію (зведення до структурованої форми) довільного алгоритму, зокрема програми чи мікропрограми. Глушковим був сформульований фундаментальний принцип мікропрограмного управління, згідно з яким абстрактна модель ЕОМ може розглядатись як взаємодія двох автоматів — управляючого та операційного.
В 1974 за результатами цих досліджень була опублікована монографія Глушкова (в складі авторського колективу Цейтлін Г. О. та Ющенко К. Л.) «Алгебра, языки, программирование».

### Теорія проєктування ЕОМ
Сучасні засади теорії проєктування ЕОМ, зокрема розробка методики блочного синтезу, були закладені в статтях В. М. Глушкова, опублікованих в журналі «Кібернетика» у 1965—1966 та у Віснику АН СРСР у 1967. На базі цих теоретичних праць в Інституті кібернетики була створена спеціалізована мова опису алгоритмів та структур ЕОМ та методика проєктування ЕОМ, які знайшли своє практичне застосування в ряді систем автоматизованого проєктування циклу «Проєкт» та «Проєкт-2».
Монографія В. Глушкова (в складі авторського колективу) «Автоматизация проектирования вычислительных машин», яка узагальнювала досвід створення систем «Проєкт», була видана у 1975.

### Створення ЕОМ та нових архітектур обчислювальної техніки

#### Керуючі ЕОМ
У 1958 В. М. Глушковим була запропонована концепція універсальної керуючої машини (УМШН, рос. управляющая машина широкого назначения), яка згодом була реалізована в серійній ЕОМ Дніпро та в наступних серіях керуючих машин. В основі моделі УМШН — напівпровідникова елементна база (до того практично всі ЕОМ використовували електронні лампи), апаратний захист програм та даних, невелика розрядність, оптимальна для завдань управління технологічними процесами.
Одночасно з розробками машини «Днепр» з ініціативи В. М. Глушкова було розпочато спорудження в Києві спеціалізованого заводу (пізніше відомого як ВО «Електронмаш»), який серійно випускав цю ЕОМ. Машина «Днепр» була гідним конкурентом найкращим американським аналогам, і понад 10 років її використовували у виробництві.

#### ЕОМ для інженерних обчислень
Паралельно з проєктуванням управляючих обчислювальних систем, в Інституті кібернетики під керівництвом Глушкова набули розвитку ініціативи зі створення ЕОМ для інженерних розрахунків. Першою машиною цього класу стала ЕОМ «Промінь» зі ступінчатим мікропрограмним керуванням.
Ідеї Глушкова зі створення інтелектуальної обчислювальної системи певною мірою були реалізовані в таких без перебільшення унікальних обчислювальних системах, як «МИР-1» (1965), «МИР-2» (1969) та «МИР-3». Головною їхньою відмінністю від інших ЕОМ була апаратна реалізація мови, близької до мови програмування високого рівня, унікальні можливості ведення чисельних та аналітичних інженерних розрахунків.

#### Новаторські архітектури ЕОМ
Наприкінці 60-х під керівництвом В. М. Глушкова були розпочаті роботи зі створення універсальної ЕОМ "Україна" на базі архітектури, відмінної від звичних принципів фон Неймана, але ця система не була реалізована за відсутності в той час необхідної елементної бази.
Базові ідеї зі створення розвинених архітектур ЕОМ з розвиненими засобами підтримки високорівневого програмування були узагальнені в монографії Глушкова (в складі авторського колективу) «Вычислительная машина с развитыми системами интерпретации».
Наприкінці 70-х Глушков запропонував принцип макроконвейерної архітектури ЕОМ з багатьма потоками команд та даних (в сучасній класифікації Флінна — MIMD) як принцип реалізації нефоннейманівської архітектури. Саме в таких архітектурах Глушков бачив перспективи розвитку систем з надвисокою продуктивністю обчислень. Макроконвейерна ЕОМ була розроблена Інститутом кібернетики та впроваджена в серію як ЕС-2701 (1984) та ЕС-1766 (1987). На той час це були найбільш швидкодіючі в СРСР системи з номінальною продуктивністю, яка перевищувала 1 млрд оп/с. Ці системи дозволяли ефективне масштабування за рахунок багатопроцесорної архітектури та динамічну реконфігурацію. Вони не мали аналогів у світі.

### Кібернетика

Факультет кібернетики

Під керівництвом В. М. Глушкова була створена унікальна «Енциклопедія кібернетики» (українською в 1973 , російською в 1974 ), яка не мала аналогів у світі та стала першою фундаментальною працею, в якій висвітлювались теоретичні аспекти кібернетичної науки, її застосування до таких галузей як економіка, біологія, техніка. Певною мірою така всеохопність енциклопедії характеризує і діяльність самого Глушкова в цій сфері, яка була різнобічною і нетривіальною.

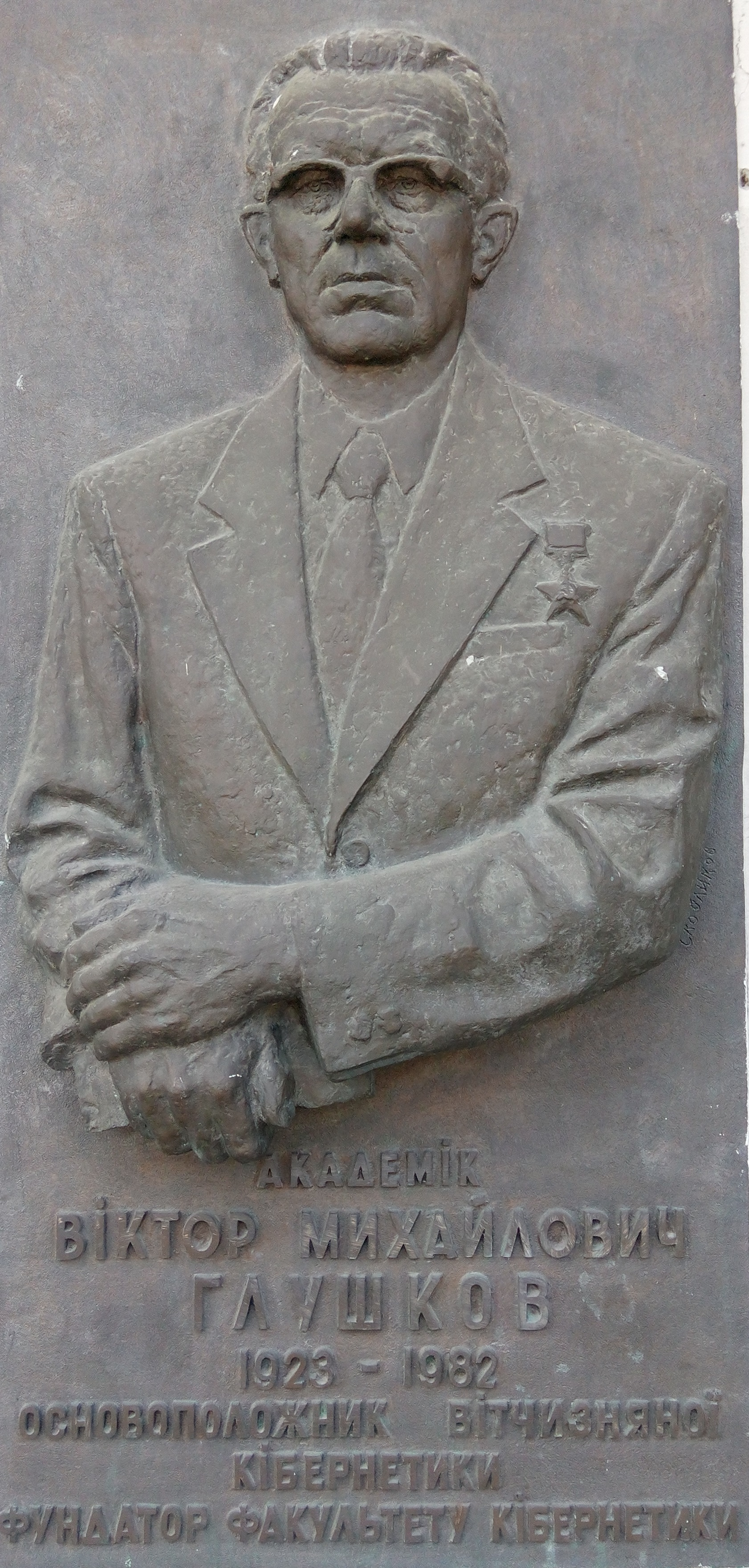
Меморіальна дошка Віктору Глушкову на будівлі факультету кібернетики КНУ

Глушковим були розроблені принципово нові підходи до створення систем обробки інформації, які кардинально змінили уяву про теорію систем управління та теорію обчислювальних систем, підготували основу для нового етапу розвитку науки про інформацію.
Ще на початку становлення обчислювальної техніки, В. М. Глушков ініціював дослідження з моделювання інтелектуальної діяльності. Він багато уваги приділяв розробці ідеї «мозкоподібних» структур ЕОМ, за якими йому вбачалися у майбутньому велетенські можливості. Численні проблеми штучного інтелекту ставилися і розв'язувалися в Обчислювальному Центрі АН УРСР. І серед них такі, як моделювання еволюції, автоматичне доведення теорем, побудова перших робототехнічних систем, розпізнавання зорових образів і усної мови, розпізнавання змісту фраз тощо. Всесоюзна школа з розпізнавання образів у м. Києві у 1962 р. зібрала практично всіх спеціалістів країни з цих питань.
Монографія В. М. Глушкова «Введение в кибернетику» була видана в 1964.
За ініціативи В. М. Глушкова, в 1969 на базі Київського університету імені Тараса Шевченка відкрито перший в СРСР факультет кібернетики.

### Автоматизовані системи управління технологічними процесами
За безпосередньої участі В. М. Глушкова в Інституті кібернетики проводились інтенсивні розробки автоматизованих систем управління, зокрема систем управління технологічними процесами, автоматизації наукових досліджень та випробувань складних промислових об'єктів, систем організаційного управління промисловими підприємствами.
Ці дослідження були систематизовані в монографії «Введение в АСУ» (2 вид. 1974)

### Загальнодержавна автоматизована система управління народним господарством
1962 В. М. Глушков розпочав роботи над проєктом, масштаби якого в галузі інформаційних технологій не мали і не мають аналогів по сьогодні — Загальнодержавної автоматизованої системи (ЗДАС). Беручись за цю роботу, Глушков особисто вивчив специфіку функціонування більше тисячі об'єктів народного господарства різних галузей.
В. М. Глушков розрахував, що використання ЗДАС протягом 15 років коштуватиме близько 20 млрд карбованців. Але за ці ж роки ЗДАС принесе країні більше, ніж 100 млрд карбованців прибутку.
По суті це було намагання створити науково-технічну базу керування економікою країни й організацію інформаційної індустрії, аналогічну тій, яка нині успішно функціонує у провідних країнах Заходу. Це безсумнівно був безпрецедентний виклик звичним канонам керування господарством країни. Під керівництвом В. М. Глушкова колективом спеціалістів багатьох інститутів був створений ескізний проєкт Єдиної мережі обчислювальних центрів. Передбачалося побудувати близько ста головних і понад 10 тисяч районних центрів для безперервної обробки, аналізу економічної інформації і прийняття обґрунтованих рішень.
Однак цей проєкт так і не був реалізований, оскільки він не знайшов відповідної підтримки у вищого керівництва країни, яку жахали масштаби задумів Глушкова та перспектива кардинальної перебудови усталених методів господарювання.
Для В. М. Глушкова, який вважав створення ЗДАС справою життя, це рішення було фатальним.

## Цитати
В післямові (висновках) до книги «Основи безпаперової інформатики» (1982) В. М. Глушков пророче пише:
Сучасні планшетні комп'ютери та інші подібні пристрої і є втіленням описаного «електронного блокнота».

## Сучасники про В. Глушкова
Іван Сергієнко:
|  | В. Глушков виростав у місті Шахти, на пограниччі України і Росії, а отже, в українсько-російському середовищі. Як розповідає його донька Ольга, мав українське коріння. Дуже любив українську пісню — це пам'ятають усі, хто його знав. Тоді, при становленні інституту, кожен успіх відзначали як загальний тріумф, всеінститутське свято, й жодного разу не обходилося без знаменитих «Двох кольорів». Заводив пісню саме Віктор Михайлович. Чи не бачилася йому власна доля у цих двох кольорах? |

## Вшанування пам'яті
У місті Київ є проспект Академіка Глушкова.
У місті Володимир є вулиця Академіка Глушкова.
У місті Лисичанськ є вулиця Віктора Глушкова.
У місті Херсон вулицю Академіка Павлова перейменували на вулицю Академіка Глушкова.